# شکلتن، استرالیای غربی

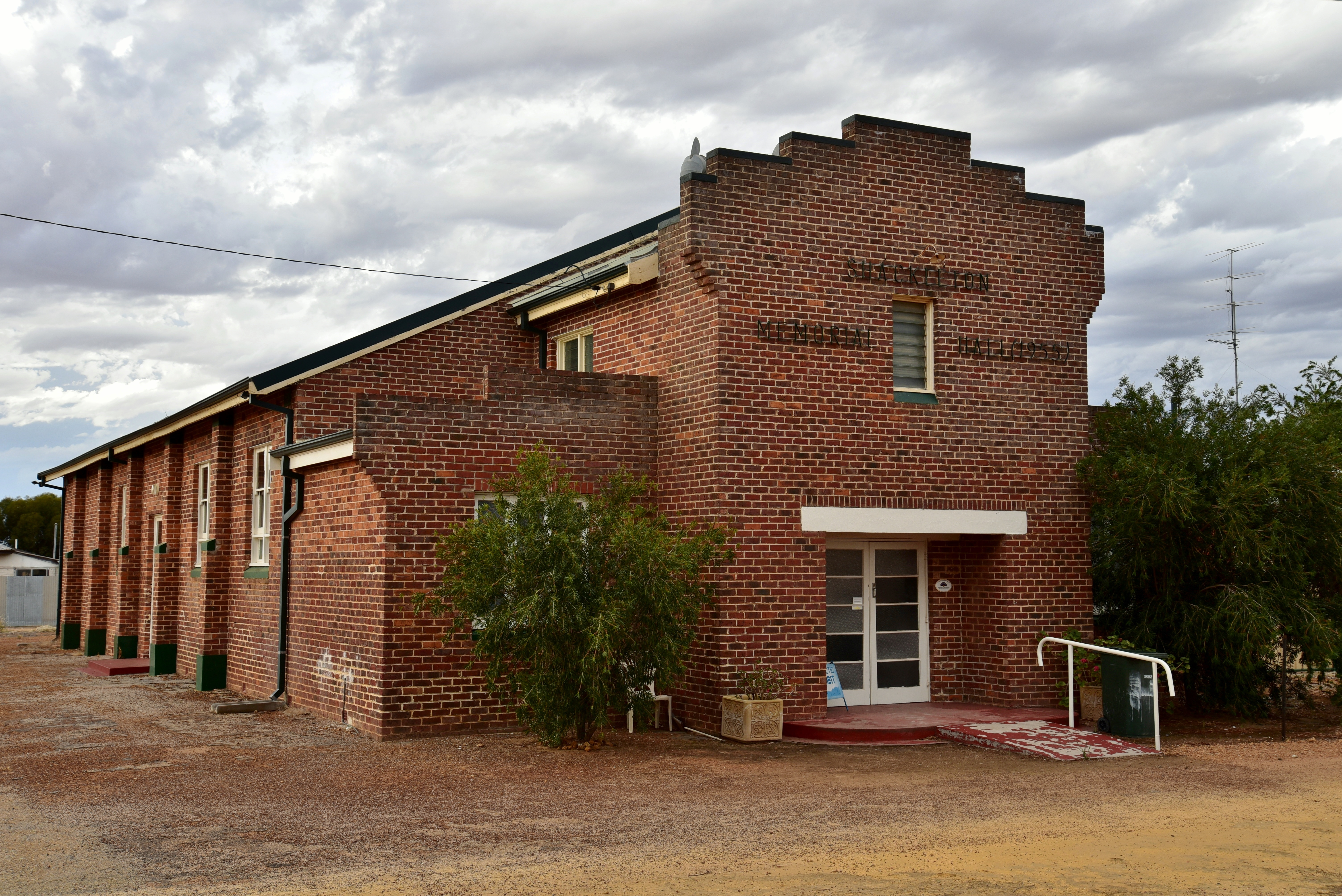
شکلتن

شکلتن (به انگلیسی: Shackleton) یک شهرک در استرالیا است که در استرالیای غربی واقع شده‌است.